# راندي اروزارينا
راندي أروزارينا (من مواليد 28 فبراير 1995) هو لاعب كرة بيسبول محترف كوبي في فريق تامبا باي رايز في دوري البيسبول الرئيسي (MLB). لعب سابقا مع سانت لويس كاردينالز.

## مسار مهني

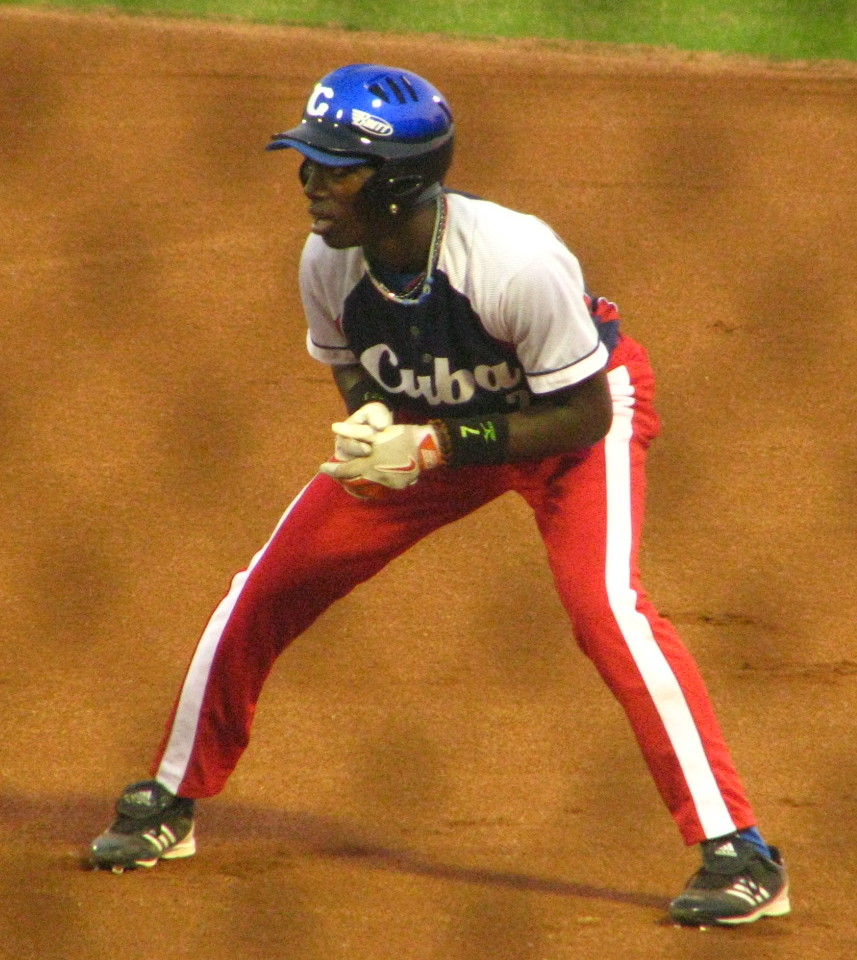
راندي أروزارينا مع فريق البيسبول الوطني الكوبي في كأس العالم للبيسبول 2013 في تايوان

خلال موسمي 2013-2014 و2014-2015 ، لعب أروزارينا لعب لصالح فيقاروس دي بينار ديل ريو من الرابطة الوطنية الكوبية. في موسمه الأخير 